# ヘネシーコニャックゴールドカップ
ラドブロークストロフィー(Ladbrokes Trophy)は毎年11月末にニューベリー競馬場で行われる競馬の競走である。本競走はハンデキャップで行われ、距離は3マイルと2½ハロン（約5331メートル）、障害数は21、格付けはG3（グレード3）、賞金総額は17万5000ポンドである。
1957年に創設され、当初はチェルトナム競馬場で距離3マイル1ハロンの競走だったが、1960年より現在のニューベリー競馬場に移された。英愛の障害競走シーズン前半の重要な競走であり、グランドナショナルを見据えた馬も多く出走している。
2016年まではヘネシーコニャックゴールドカップ(Hennessy Cognac Gold Cup)という名称で開催されていた。

## 近年の優勝馬
- 2000 King's Road
- 2001 What's Up Boys
- 2002 Gingembre
- 2003 Strong Flow
- 2004 Celestial Gold
- 2005 Trabolgan
- 2006 State of Play
- 2007 Denman
- 2008 Madison du Berlais
- 2009 Denman
- 2010 Diamond Harry
- 2011 Carruthers
- 2012 Bobs Worth
- 2013 Triolo D'Alene
- 2014 Many Clouds [1]
- 2015 Smad Place
- 2016 Native River[2]
- 2017 Total Recall[3]
- 2018 Sizing Tennessee[4]
- 2019 De Rasher Counter [5]
- 2020 Cloth Cap
- 2021 Cloudy Glen
- 2022 Le Milos[6]
- 2023 Datsalrightgino[7]
- 2024 Kandoo Kid[8]

## 記録
最多勝利馬 (2勝)
- Mandarin – 1957, 1961
- Arkle – 1964, 1965
- Denman – 2007, 2009

最多勝利騎手 (3勝)
- ウィリー・ロビンソン – Mandarin (1961), Mill House (1963), Man of the West (1968)

最多勝利調教師 (7勝)
- フルク・ウォールウィン（英語版） – Mandarin (1957, 1961), Taxidermist (1958), Mill House (1963), Man of the West (1968), Charlie Potheen (1972), Diamond Edge (1981)